# Iiyama (azienda)

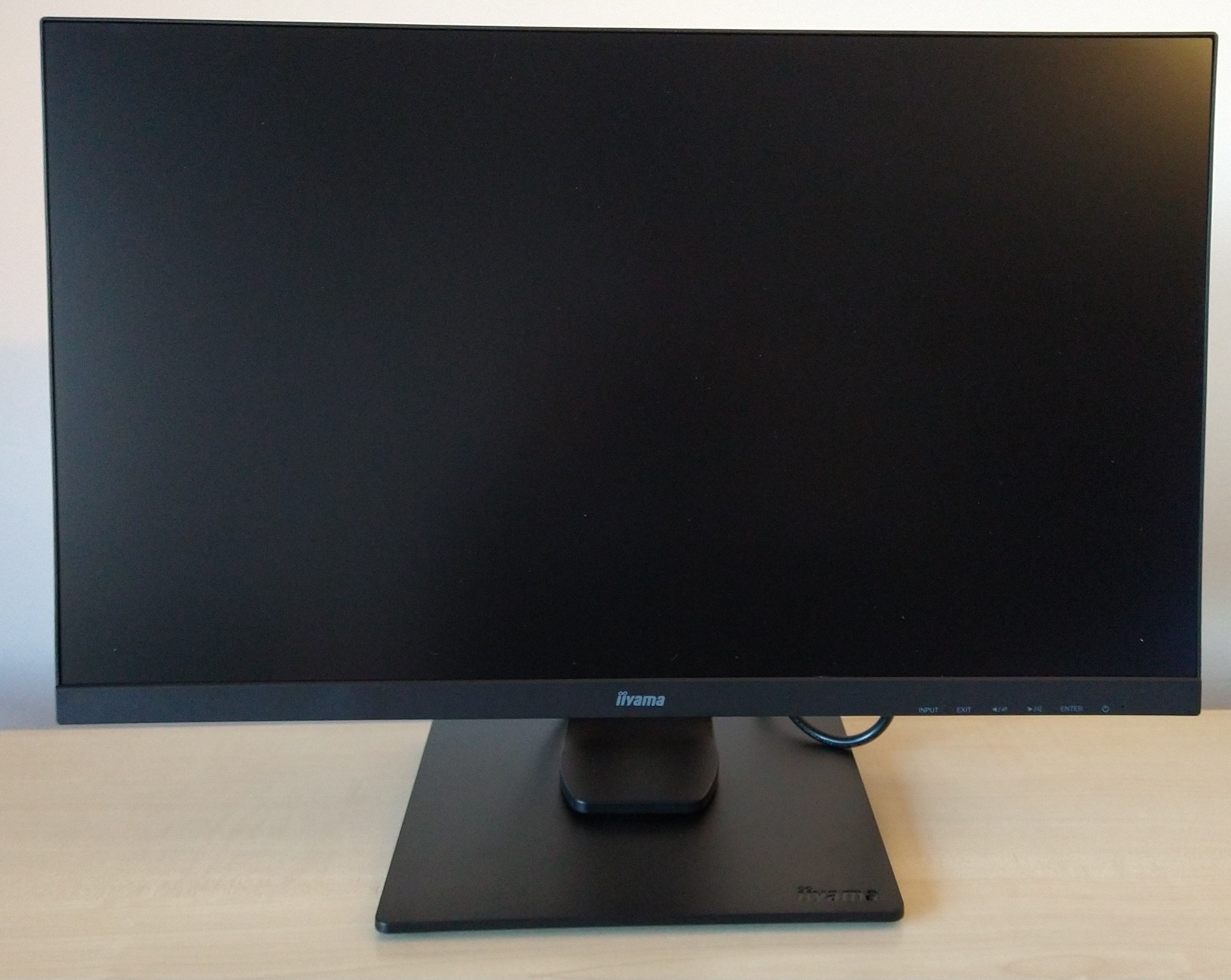
Monitor Iiyama del 2019

Iiyama è un'azienda giapponese specializzata nella produzione di monitor. È attualmente controllata al 100% dal gruppo giapponese MCJ Co. Iiyama è stata fondata nel 1972 da Kazuro Katsuyama, dal nome della città di Iiyama nella Prefettura di Nagano, in Giappone. La società è stata acquistata nel gennaio 2006 da MCJ Corporation, che include Mouse Computer Corporation. La sede di Iiyama è stata trasferita in Europa nell'ottobre 2008. Il CEO dal gennaio 2006 è Takeichi Shinji.

## Storia
L'azienda è stata fondata nel 1973 per la produzione di componenti per le televisioni a colori e nel 1976 inizia la vendita di televisori come terzista. Solo dal 1978 i prodotti verranno venduti con il marchio Iiyama.
Negli anni successivi produce anche apparecchiature medicali e inizia ad esportare in Cina (TV, 1985) e poi in USA e Europa (Monitor, 1987). Nel 1993 è leader di mercato in Giappone, raggiungendo il 21% di quota di mercato nel settore dei monitor.
Nel 2001 si è fusa con la Eiyama dando vita a Iyama Co., Ltd. con sede a Nagano. Nel 2006 è stata acquisita da MCJ Co., Ltd. (株式会社 MCJ Kabushiki Gaisha) che ha rinominato la società in Iiyama Co., Ltd. e spostato la sede a Chūō, Tokyo.